# Споднє Добренє
Споднє Добренє (словен. Spodnje Dobrenje) — поселення в общині Песниця, Подравський регіон‎, Словенія.